# Ailuronyx trachygaster
Ailuronyx trachygaster (сейшельський жовтий гекон) — вид геконоподібних ящірок родини геконових (Gekkonidae). Ендемік Сейшельських Островів.

## Поширення і екологія
Сейшельські жовті гекони є ендеміками острова Праслен в архіпелазі Сейшельських островів. Вони живуть в пальмовому лісі, що складається з сейшельських пальм, на невеликій території загальною площею приблизно 4 км², на висоті від 100 до 350 м над рівнем моря.

## Збереження
МСОП класифікує цей вид як такий, що перебуває на межі зникнення. Ailuronyx trachygaster є рідкісним видом плазунів, з обмеженим ареалом, якому загрожує знищення природного середовища і хижацтво з боку інвазивних мурах Anoplolepis gracilipes